# Amoya
Genre
Amoya est un genre de poissons regroupant 7 des nombreuses espèces de gobies.

## Liste d'espèces
Selon ITIS:
- Amoya andhraensis (Herre, 1944)
- Amoya chusanensis (Herre, 1940)
- Amoya gracilis (Bleeker, 1875)
- Amoya madraspatensis (Day, 1868)
- Amoya moloanus (Herre, 1927)
- Amoya signatus (Peters, 1855)
- Amoya veliensis (Geevarghese & John, 1982)

On peut aussi trouver Amoya brevirostris, mais qui semblerait être Gobius brevirostris.